# Maraton lađa
Maraton lađa amatersko je športsko natjecanje u utrci lađa, tradicijskih autohtonih plovila u dolini Neretve. Održava se druge subote u kolovozu, pod pokroviteljstvom Predsjednika Republike Hrvatske, a u organizaciji Udruge lađara Neretve. Prvi Maraton održan je 13. rujna 1998. godine prigodom obilježavanja sedme obljetnice akcije Hrvatske vojske Operacija Zelena tabla – Mala bara.

## Utrka
Po broju natjecatelja jedno je od najmasovnijih natjecanja u Hrvatskoj. Prosječno sudjeluje 35 posada s po 18 članova, što je više od 600 natjecatelja svake godine. Po gledanosti, jedan je od najvećih događaja Hrvatskoj, turistički spektakl i atrakcija. Duž cijele rute uživo ga gleda nekoliko desetaka tisuća gledatelja, ponajviše uz obalu Neretve, te u turističkim i privatnim brodovima, kao i iz (za tu prigodu) posebno organiziranog vlaka.
Pobjednička posada nagrađuje se zlatnim medaljama, prijelaznim štitom kneza Domagoja teškim 37 kilograma i malim štitom (u trajno vlasništvo) te novčanom nagradom. Drugoplasirana i trećeplasirana posada nagrađuju se medaljama, malim štitovima (u trajno vlasništvo) i novčanim nagradama. Za ostvarene pobjede na tri uzastopna Maratona, posada se nagrađuje i velikim štitom u trajno vlasništvo.

## Kvalifikacije i natjecanje
Startne se pozicije određuju na brzinskim utrkama koje se održavaju u Opuzenu, na Maloj Neretvi tjedan dana prije Maratona. Stazu dugu 300 metara (s jednim okretajem) sve posade veslaju u istoj lađi, s istim parićem i veslima. Najprije voze debitanti, a zatim posade prošlog Maratona, obrnutim redoslijedom u odnosu na poredak prošlogodišnjeg Maratona. Posada koja je najbrže odveslala prva bira startnu poziciju, i tako redom do posljednje.

## Pravac utrke
Početak je Maratona ispod Lučkog mosta u Metkoviću, a nastavlja se nizvodno rijekom Neretvom kroz mjesta: Kula Norinska - Krvavac - Opuzen - Komin - Banja - Šarić Struga - Rogotin - Čeveljuša - Stablina - Ploče. Dužina rute iznosi 22 500 m. Početkom kolovoza 2011. godine Upravni odbor odlučio je predložiti promjenu rute, jer se nekim dijelovima događao veliki broj problema u svezi s regularnošću natjecanja, ponajviše u Crnoj rijeci od Rogotina do Ploča, dužine oko 3,5 km, zbog čega su odlučili ukinuti tu rutu. Problematični dio Crne rijeke prolazio je kroz Čeveljušu i Stablinu i bio dosta uzak. Na dionicama gdje je nekoliko mostića, zbivali su se zastoji, a zabilježeno je da su se lađari čak i fizički obračunavali. Situaciju je pogoršala izgradnja čvora Čeveljuša, čime je Crna rijeka na pojedinim mjestima postala još plića nego prije, tako da je postojao rizik da u slučaju oseke lađe neće moći proći. I prije se namjeravalo promijeniti rutu, ali je postojala bojazan potapanja lađa izlaskom na otvoreno more. Lađarska iskustva na La Mancheu te po Jadranu odagnala su te strahove te se odredila nova trasa, koja bi prolazila kroz Rogotin, jezerom Vlaškom i kanalom do mora. U pločko bi se pomorje ušlo iz pravca luke Ploče. Prijedlog ipak nije usvojen te se Maraton i dalje odvija prvobitnom rutom.

## Natjecateljska lađa i natjecatelji
Lađa mora biti tradicijskog oblika i dimenzija koje su propisane pravilnikom s točnim brojem i dimenzijama lukoća (rebara). Trup lađe mora biti od drveta, s točno određenom debljinom daske. Vesla su tradicijskog oblika, od drveta kao i parić (kormilo) koji je oblika dužeg vesla i ne može biti kraći od 3,8 m. Na lađi se mora nalaziti jarbol visine 3,5 m, na kojem se nalazi zastava posade, zastava sponzora i zastava sa startnim brojem.
S obzirom na to da je tijekom godina bilo nedozvoljenih pokušaja da se lađa učini bržom, Udruga je lađara odlučila, uz pomoć sponzora, izgraditi standardizirane lađe koje zadovoljavaju pravilnik Maratona. Te 33 lađe su u vlasništvu Udruge lađara Neretve, služe isključivo u svrhu natjecanja na Maratonu, i na njima nisu dopuštene nikakve preinake. Ostale momčadi, koje se na utrkama za startne položaje plasiraju iza 33. mjesta, dužne su same osigurati lađu istih svojstava i veslaju izvan konkurencije.
Momčad lađe sastavljena je od 10 veslača te po jednog bubnjara i parićara (kormilara). Pravila dopuštaju tijekom natjecanja zamjenu do 6 novih veslača na rivi u Opuzenu (na točno predviđenom mjestu), tako da momčad ima najmanje 12, a najviše 18 natjecatelja. Ako posada ne napravi zamjene, mora proći kroz koridor predviđen za to. Veslači sjede raspoređeni po rubovima strana lađe, a noga im ne smije prelaziti preko lađe (može biti ispružena po rubu). Bubnjar se nalazi na provi (pramcu) ili sredini lađe i po potrebi tijekom utrke može zamijeniti bilo kojeg veslača. Tijekom utrke dopuštena je međusobna zamjena u lađi. Natjecati se mogu osobe muškog spola s navršenih 15 godina života.
Prvotna ideja bila je da na Maratonu mogu sudjelovati samo oni koji su rođeni u dolini Neretve te potomci naših iseljenika iz ovih krajeva. Kako bi se natjecanje populariziralo, od 2005. godine dopušten je nastup svima koji to žele. Do sada su nastupile tri posade Hrvata iz dijaspore, posada Sinovi Neretve, potomci naših iseljenika iz Australije (2000. i 2001. godine), posada Molise del communa croata hrvatske manjine u Italiji iz pokrajine Molise (čiji su predci iz Neretve) i Salašari Somborski, članovi HKUD-a Vladimir Nazor iz Sombora u Vojvodini. Nastupile su i tri momčadi s Neretve iz susjedne BiH: Čapljina, Čeljevo i Gabela, a 2014. i 2015. posada iz latvijske Rige.
Domagojevi gusari iz Vida u vlasništvu imaju najstariju ploveću lađu sagrađenu 1895. godine, a u njoj su sudjelovali na Maratonu 2000. i 2003. godine. Iste te godine prvi put je nastupila i mješovita muško/ženska posada lađe Žabe i komari iz Metkovića u lađi iz 1903. godine, koja je veliki uspjeh polučila samim dolaskom na cilj u Pločama, a kao zanimljivost stoji i podatak da oni drže "rekord" najduže odveslanog Maratona - 4h 2'. Nakon toga je na Maratonu sudjelovalo i nekoliko ženskih posada, a od 2006. godine na Maratonu grad Metković redovito predstavlja i ženska posada - Metkovke.

## Rezultati

### Natjecanja po sezonama
| Sez. | Datum              | Vrijeme pobjednika | Zlato                                | Srebro                                         | Bronca                                              | Broj lađa |
| --- | ------------------ | ------------------ | ------------------------------------ | ---------------------------------------------- | --------------------------------------------------- | --------- |
| 1. | 13. rujna 1998.    | 2h 20'             | Rogotin                              | Gusari (Komin)                                 | Banja Sagena                                        | 18        |
| 2. | 7. kolovoza 1999.  | — ↓1               | Rogotin                              | Gusari (Komin)                                 | Ništa naglo (Komin)                                 | 25        |
| 3. | 13. kolovoza 2000. | 2h 12'             | Komin                                | Rogotin                                        | Gusari (Komin)                                      | 26        |
| 4. | 11. kolovoza 2001. | 2h 15'             | Komin                                | Donjani donji (Slivno)                         | Rogotin                                             | 31        |
| 5. | 9. kolovoza 2002.  | 2h 06'             | Donjani donji (Slivno)               | Komin                                          | Čeveljuša                                           | 33        |
| 6. | 9. kolovoza 2003.  | 2h 18' 07"         | Komin i Rogotin (zajednički u cilju) | Komin i Rogotin (zajednički u cilju)           | Donjani donji (Slivno)                              | 31        |
| 7. | 14. kolovoza 2004. | 2h 15' 51"         | Donjani donji (Slivno)               | Baćina                                         | Rogotin                                             | 33        |
| 8. | 13. kolovoza 2005. | 2h 09' 02"         | Rogotin                              | Domagojevi gusari (Vid)                        | Komin                                               | 40        |
| 9. | 12. kolovoza 2006. | 2h 06' 50"         | Rogotin                              | PMF Zagreb                                     | Domagojevi gusari (Vid)                             | 35        |
| 10. | 11. kolovoza 2007. | 2h 09' 13"         | Rogotin                              | Komin                                          | Donjani donji (Slivno)                              | 33        |
| 11. | 9. kolovoza 2008.  | — ↓2               | Staševica                            | Baćina                                         | Rogotin                                             | 33        |
| 12. | 8. kolovoza 2009.  | 2h 14' 48"         | Gusari (Komin)                       | Donjani Donji (Slivno)                         | Marko Markota (Rogotin)                             | 40        |
| 13. | 14. kolovoza 2010. | 2h 13' 20"         | Gusari (Komin)                       | Stablina                                       | Marko Markota (Rogotin) i Baćina ↓3                 | 35        |
| 14. | 13. kolovoza 2011. | 2h 16' 44"         | Gusari (Komin)                       | Baćina                                         | Opuzen                                              | 35        |
| 15. | 11. kolovoza 2012. | 2h 21' 18"         | Gusari (Komin)                       | Baćina                                         | Žrnovski galijoti                                   | 37        |
| 16. | 10. kolovoza 2013. | 2h 17' 05" ↓4      | Gusari (Komin)                       | Crni Put (Metković) ↓4                         | Žrnovski galijoti ↓4                                | 41        |
| 17. | 9. kolovoza 2014.  | 2h 09' 09"         | Crni put (Metković)                  | Stablina i Gusari (Komin) (zajednički u cilju) | Stablina i Gusari (Komin) (zajednički u cilju)      | 37        |
| 18. | 8. kolovoza 2015.  | 2h 14' 14"         | Stablina                             | Gusari (Komin)                                 | Crni put (Metković)                                 | 40        |
| 19. | 13. kolovoza 2016. | 2h 20' 32"         | Argo (Bjelovar)                      | Stablina i Gusari (Komin) (zajednički u cilju) | Stablina i Gusari (Komin) (zajednički u cilju)      | 34        |
| 20. | 12. kolovoza 2017. | 2h 11' 02"         | Gusari (Komin)                       | Argo (Bjelovar)                                | Crni put (Metković) i Stablina (zajednički u cilju) | 30        |
| 21. | 11. kolovoza 2018. | 2h 13' 40"         | Stablina                             | Argo (Bjelovar)                                | Gusari (Komin)                                      | 26        |
| 22. | 10. kolovoza 2019. | 2h 11' 16"         | Gusari (Komin)                       | Stablina                                       | Crni put (Metković)                                 | 28        |
| 23. | 8. kolovoza 2020.  | 2h 04' 32"         | Zagreb i Stablina ↓5                 | Zagreb i Stablina ↓5                           | Sveti Ilija (Metković)                              | 35        |
| 24. | 14. kolovoza 2021. | 2h 11' 47"         | Stablina                             | Zagreb                                         | Crni put (Metković)                                 | 33        |
| 25. | 13. kolovoza 2022. | 2h 08' 28"         | Zagreb                               | Stablina                                       | Crni put (Metković)                                 | 30        |
| 26. | 12. kolovoza 2023. | 2h 08' 21"         | Zagreb                               | Općina Slivno                                  | Gusari (Komin)                                      | 29        |
| 27. | 10. kolovoza 2024. | 2h 15' 09"         | Zagreb                               | Gusari (Komin)                                 | Općina Slivno                                       | 31        |
| 28. | 9. kolovoza 2025.  | 2h 11' 28,28"      | Zagreb                               | Gusari (Komin)                                 | Stablina                                            | 32        |
| ↑1 Nema službenih vremena za 2. Maraton lađa. |                    |                    |                                      |                                                |                                                     |           |
| ↑2 Ne postoje službena vremena 11. Maratona lađa zbog toga što ih sudci nisu dostavili. |                    |                    |                                      |                                                |                                                     |           |
| ↑3 Posada Marko Markota iz Rogotina uložila je službenu žalbu zbog povrede pravila posade Baćine. Sukladno činjenicama i izjavama svjedoka, sudci su odlučili da se objema posadama dodijeli treće mjesto i podijele brončana odličja na 13. Maratonu lađa. |                    |                    |                                      |                                                |                                                     |           |
| ↑4 Odlukom žalbenog vijeća diskvalificirane su posade Stabline (2. mjesto) i Baćine (6. mjesto) zbog tučnjave tijekom utrke i na cilju, čime je nanesena velika šteta ugledu Maratona lađa. Vijeće je donijelo i odluku da se 12 posada zbog pogrešnog starta, 2 posade zbog vožnje izvan koridora i drugih manjih nepravilnosti te jedna posada zbog nepropisne dužine jarbola kazne s po jednom minutom dodatka na postignuto vrijeme na 16. Maratonu lađa.                           |                    |                    |                                      |                                                |                                                     |           |
| ↑5 Nakon žalbe na sudačku odluku o prednosti prolaza donesene tijekom utrke sudačka organizacija je pregledala snimke te je zbog potpune izjednačenosti momčadi utvrđeno da je pogrešno dana prednost prolaska UL Zagreb i zbog takve situacije se momčad UL Stabline stavila u nepovoljni položaj na lokaciji gdje kasnije pretjecanje praktički nije moguće te je odlučeno da se prvo mjesto podijeli između UL Zagreb i UL Stablina. Pobjedničko vrijeme je vrijeme momčadi Zagreba. |                    |                    |                                      |                                                |                                                     |           |

Rezultati natjecanja lađara dostupni na stranicama Udruge.

### Zbirna tablica osvajača odličja
|     | Posada            | Mjesto    | Zlato | Srebro | Bronca | Ukupno |
| --- | ----------------- | --------- | ----- | ------ | ------ | ------ |
| 1.  | Gusari            | Komin     | 7     | 7      | 3      | 17     |
| 2.  | Rogotin           | Rogotin   | 6     | 1      | 3      | 10     |
| 3.  | Zagreb            | Zagreb    | 5     | 1      |        | 6      |
| 4.  | Stablina          | Stablina  | 4     | 5      | 2      | 11     |
| 5.  | Komin             | Komin     | 3     | 2      | 1      | 6      |
| 6.  | Donjani donji     | Slivno    | 2     | 2      | 2      | 6      |
| 7.  | Argo              | Bjelovar  | 1     | 2      |        | 3      |
| 8.  | Crni put          | Metković  | 1     | 1      | 5      | 7      |
| 9.  | Staševica         | Staševica | 1     |        |        | 1      |
| 10. | Baćina            | Baćina    |       | 4      | 1      | 5      |
| 11. | Domagojevi gusari | Vid       |       | 1      | 1      | 2      |
| 11. | Općina Slivno     | Slivno    |       | 1      | 1      | 2      |
| 13. | PMF Zagreb        | Zagreb    |       | 1      |        | 1      |
| 14. | Marko Markota     | Rogotin   |       |        | 2      | 2      |
| 14. | Žrnovski galijoti | Žrnovo    |       |        | 2      | 2      |
| 16. | Banja Sagena      | Banja     |       |        | 1      | 1      |
| 16. | Čeveljuša         | Čeveljuša |       |        | 1      | 1      |
| 16. | Ništa naglo       | Komin     |       |        | 1      | 1      |
| 16. | Opuzen            | Opuzen    |       |        | 1      | 1      |
| 16. | Sveti Ilija       | Metković  |       |        | 1      | 1      |

Najuspješnija u povijesti Maratona je posada Gusara iz Komina sa sedam pobjeda, od kojih je pet uzastopnih od 2009. do 2013. godine te sedam drugih i tri treća mjesta. Udruga za očuvanje tradicijskih vrijednosti iz Rogotina, šest je puta osvojila prvo mjesto, jednom drugo te tri puta treće. Obje udruge u trajnom vlasništvu imaju štit kneza Domagoja. Treća udruga koja je tri puta zaredom osvojila Maraton i tako osvojila štit kneza Domagoja u trajno vlasništvo je udruga lađara iz Zagreba, koja je to uspjela 2024. godine, koja do sada ukupno ima 5 pobjeda i jedno drugo mjesto.
Argo iz Bjelovara prva je pobjednička posada izvan doline Neretve. O njihovoj neočekivanoj pobjedi snimljen je dokumentarni film Zlatno runo, Argonauti s ribnjaka.

## Natjecanje lađarica
U okviru održavanja 17. Maratona, 7. kolovoza 2014. godine prvi je put održano zasebno natjecanje za žene, na relaciji Opuzen - Metković, dugoj 10 km. Prve četiri godine Maraton lađarica veslao se uzvodno, po uzoru na tradiciju neretvanskih žena koje su u prošlosti lancale lađe uzvodno Neretvom. Zbog velikog napora potrebnog za veslanje uzvodno te zbog veće mogućnosti ozljeda, od 2018. Maraton lađarica vesla se nizvodno. Promjenom rute, mijenjala su se i mjesta starta i cilja. Tako je prvi Maraton startao ispred rive u Opuzenu da bi sljedeće godine start bio kod Starog mosta, a od 2018. start je u Metkoviću kod Lučkog mosta. Cilj je od 2014. do 2017. bio u Metkoviću kod Lučkog mosta, a od 2018. u Opuzenu kod Starog mosta.:185 Kao i za muškarce, utrka za žene je međunarodnog karaktera.

### Rezultati po sezonama
| Sez. | Datum              | Vrijeme pobjednica | 1. mjesto             | 2. mjesto        | 3. mjesto                  | Broj lađa |
| ---- | ------------------ | ------------------ | --------------------- | ---------------- | -------------------------- | --------- |
| 1.   | 7. kolovoza 2014.  | —                  | Gusari Komin          | Stablina         | Metkovke                   | 10        |
| 2.   | 6. kolovoza 2015.  | 1h 08' 30"         | Stablina              | Gusari Komin     | Gusarice Metković          | 7         |
| 3.   | 11. kolovoza 2016. | 1h 21' 08"         | Gusarice Metković     | Stablina         | Metkovke                   | 4         |
| 4.   | 10. kolovoza 2017. | 1h 04' 45"         | Gusarice Metković     | Nereide Bjelovar | Metkovke                   | 5         |
| 5.   | 9. kolovoza 2018.  | 1h 03' 30"         | Nereide Bjelovar      | Opuzen           | Metkovke                   | 6         |
| 6.   | 8. kolovoza 2019.  | — 56' 26"          | Gusari Komin          | Sparte Bjelovar  | Metkovke                   | 8         |
| 7.   | 6. kolovoza 2020.  | — 50' 33"          | Donjanke Donje Slivno | Sisak            | Gusarice Metković          | 10        |
| 8.   | 12. kolovoza 2021. | 1h 01' 14"         | Donjanke Donje Slivno | Nereide Zagreb   | Sisak                      | 18        |
| 9.   | 11. kolovoza 2022. | — 55' 55"          | Sisak                 | Nereide Zagreb   | Baćina                     | 11        |
| 10.  | 10. kolovoza 2023. | — 55' 39"          | Sisak                 | Gusari Komin     | Donjanke Donje Slivno      | 11        |
| 11.  | 8. kolovoza 2024.  | — 52' 13,51"       | Sisak                 | Gusari Komin     | Zagreb                     | 16        |
| 12.  | 7. kolovoza 2025.  | 1h 00' 11,84"      | Sisak                 | Zagreb           | MUP RH - Lađarice u plavom | 17        |

Rezultati natjecanja lađarica dostupni na stranicama Udruge.

### Zbirna tablica osvajačica odličja
|     | Posada                     | Mjesto   | 1. mjesto | 2. mjesto | 3. mjesto | Ukupno |
| --- | -------------------------- | -------- | --------- | --------- | --------- | ------ |
| 1.  | Sisak                      | Sisak    | 4         | 1         | 1         | 6      |
| 2.  | Gusari                     | Komin    | 2         | 3         |           | 5      |
| 3.  | Gusarice                   | Metković | 2         |           | 2         | 4      |
| 4.  | Donjanke Donje             | Slivno   | 2         |           | 1         | 3      |
| 5.  | Stablina                   | Stablina | 1         | 2         |           | 3      |
| 6.  | Nereide                    | Bjelovar | 1         | 1         |           | 2      |
| 7.  | Nereide                    | Zagreb   |           | 2         |           | 2      |
| 8.  | Zagreb                     | Zagreb   |           | 1         | 1         | 2      |
| 9.  | Opuzen                     | Opuzen   |           | 1         |           | 1      |
| 9.  | Sparte                     | Bjelovar |           | 1         |           | 1      |
| 11. | Metkovke                   | Metković |           |           | 5         | 5      |
| 12. | Baćina                     | Baćina   |           |           | 1         | 1      |
| 12. | MUP RH - lađarice u plavom | Zagreb   |           |           | 1         | 1      |

## Zanimljivosti
- u srpnju 2008. godine jedna posada neretvanskih lađara sudjelovala je na Svjetskoj izložbi mora i mornara u francuskom Brestu[22]
- 26. lipnja 2009. godine reprezentativna momčad neretvanskih lađara preveslala je kanal La Manche između britanske i francuske obale u vremenu od 3 sata i 40 minuta[23][24]
- 19. lipnja 2010. godine posada neretvanskih lađara u sklopu projekta Tragovima pradjedova - lađom preko Jadrana preveslala je Jadransko more na relaciji Metković - Termoli, dugoj oko 140 milja neprekidno veslajući oko 35 sati[25]
- 29. lipnja 2013. godine neretvanski lađari kao prva međunarodna posada sudjeluju na međunarodnoj regati "Palio del Medeterraneo", utrci tradicionalnih čamaca gozzo koja je održana u Tarantu[26]
- Hrvatska pošta pustila je 8. srpnja 2024. u opticaj prigodnu poštansku marku s motivom neretvanskih lađara tijekom natjecanja nominalne vrijednosti 1,80 €, te izdala prigodnu omotnicu prvog dana.[27]

## Odjek i utjecaj
Kao rezultat ciljeva Maratona lađa za revitalizacijom, očuvanjem i promocijom neretvanske lađe, može se ubrojiti i još nekoliko tradicijskih natjecanja koja su nastala na ideji Maratona, a koji su svojevrsna uvertira Maratonu:
- Kup sv. Ilije u Metkoviću vozi se od 2014. godine na dan grada Metkovića, sv. Iliju.[28]
- Lađarski kup Župe Bagalović, uspostavljen 2005. godine, vozi se svake godine druge subote u srpnju, točno mjesec dana prije samog Maratona lađa i to je ujedno generalna proba ekipama za sami Maraton, na 15 kilometara dugoj dionici od Krvavca preko Kule Norinske do Metkovića i nazad, uoči blagdana Gospe od Karmela, zaštitnice župe Bagalović.[29]
- Kup kneza Domagoja, uspostavljen 2005. godine, vozi se svake godine 4. kolovoza na Norinu u Vidu dan uoči blagdana Ledene Gospe, zaštitnice župe Vid.[30]
- Utrka malih trupa, održava se svake godine zadnje subote mjeseca srpnja.[31]
- Međunarodna regata neretvanskih lađa od Kleka do Neuma, uspostavljena 2012. godine, vozila se početkom srpnja.[32]

Uspjeh Maratona lađa i njegov utjecaj na revitalizaciju neretvanske lađe dao je vjetar u leđa organizaciji regata u drugim tipovima tradicijskih plovila na vesla diljem obale.
- Lošinjska regata pasara na vesla (od 2013. godine), Mali Lošinj
- Ženska veslačka regata "Dlan i veslo" (obnovljena 2012. godine), Betina
- Ženska veslačka regata "U susret Gospi od Anđela" (od 2012.godine), Krapanj

## Vanjske poveznice
- Službena stranica
- Maraton na stranicama TZ Metković  Arhivirana inačica izvorne stranice od 9. travnja 2014. (Wayback Machine)